# Heibruchbach
Der Heibruchbach, laut  auch Heierlöher Bach, ist ein ca. 250 m langer linker Nebenfluss der Wupper, die hier im Oberlauf Wipper genannt wird. Der Bach entspringt auf 359 m Höhe in einem Quellteich an der Nordflanke des Schöttlenbergs im Marienheider Ortsteil Heierlöh. Er speist in kurzer Abfolge drei weitere Teiche im Ort und fließt meist verrohrt in nördlicher Richtung, unterquert die Trasse der Wippertalbahn sowie die Bundesstraße 256 und mündet kurz darauf auf 327 m Höhe in der Wupper.